# Flatlandia (film)
Flatlandia è un cortometraggio d'animazione del 1982 diretto dal matematico italiano Michele Emmer, figlio del regista Luciano Emmer.
È parte dell'ampio progetto Arte e Matematica costituito da più di 18 cortometraggi concepiti con l'intento di stimolare una riflessione sul rapporto tra matematica e immagine fondendo assieme divulgazione scientifica e qualità cinematografica.
Tratto dal libro Flatlandia di Edwin Abbott Abbott, è un film di animazione su personaggi geometrici che vivono in un mondo bidimensionale.

## Distribuzione
Nel 2004 è stato presentato al Bellaria Film Festival e nel 2008 è stato pubblicato da Bollati Boringhieri assieme al romanzo da cui è tratto.

## Produzione
Particolare attenzione fu dedicata alla scelta del materiale con cui realizzare le figure piane, alla fine fu scelto il perspex. La scena in cui viene mostrata una rappresentazione della sfera a quattro dimensioni è stata realizzata grazie alla collaborazione del matematico statunitense Thomas Banchoff, con delle tecniche di computer grafica innovative, che si resero disponibili solo dopo che la produzione del film era iniziata e dunque inizialmente non previste.

## Colonna sonora
Nel film sono stati utilizzati brani del compositore francese Erik Satie e musiche originali di Ennio Morricone.